# تنضيد

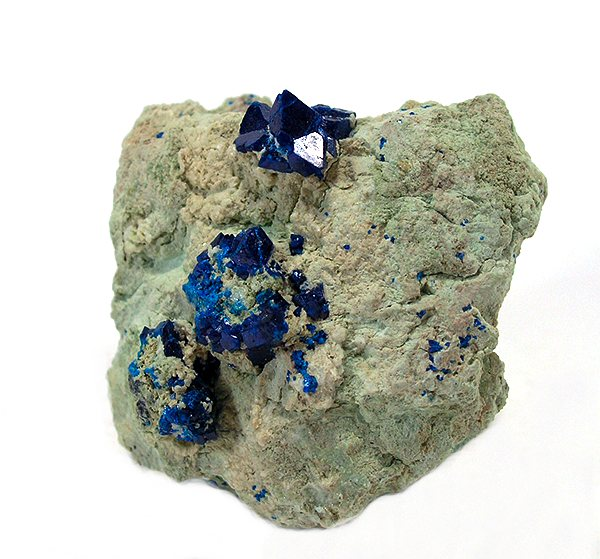
محلية كومينجايت: منجم أميليا، سانتا روزاليا (إل بوليو)

التنضيد أو النمو الفوقي  في علم المواد هو ترسيب طبقة متبلورة منتظمة علي ركازة متبلورة. يستخدم النمو الفوقي في الصناعات القائمة على السليكون مثل صناعة أشباه الموصلات؛ ويعتمد على ضبط مقاومة المادة المترسبة وسمكها ونقاوتها.